# 夏遂
夏遂（1418年—1451年），字存良，直隸蘇州府崑山縣人，民籍。明朝政治人物。進士出身。

## 生平
正統三年（1438年）戊午科應天府鄉試第七十九名，正統四年（1439年）聯捷己未科會試第七十三名，殿試登進士第二甲第六名，授禮部主事，曾任南護爪哇朝貢使。卒年三十三。

## 家族
曾祖夏文達。祖父夏友諒。父夏善長。